# Банн (река)
Банн (устар. «Бэнн»; англ. River Bann; ирл. An Bhanna) — крупнейшая река Северной Ирландии; берёт начало в горах Морн, к востоку от Ньюри, протекает через озеро Лох-Ней, впадает в Северный пролив в 7 км ниже Колрейна. Длина — 129 км.

## Описание
Это самая длинная река Северной Ирландии. Общая длина Верхнего и Нижнего Банна составляет 129 км. Вместе с озером Лох-Ней — 159 км. Река протекает по Северной Ирландии с юго-востока на северо-запад. Бассейн охватывает площадь в 5775 км². Среднегодовой расход воды составляет 92 м³/с.
Площадь водосбора озера Лох-Ней составляет 43 % земель Северной Ирландии и нескольких приграничных областей республиканской части Ольстера. Уровень воды в озере регулируется при помощи дамбы в местечке Тум. Современную дренажную систему разработал инженер Перси Шеперд (1878—1948). Она была введена в эксплуатацию в 1955 году. Уровень воды колеблется между 12,45 и 12,6 м выше ординарного уровня.
Река Банн условно отделяет западную часть Северной Ирландии от восточной. Города, микрорайоны, предприятия, расположенные к западу от реки Банн, традиционно получают меньше инвестиций, чем те, что расположены восточнее. Отличия также заметны в религии, экономике и политике: на западе религиозное большинство представляют католики и ирландские националисты, на востоке — «протестанты Ольстера» и «юнионисты»; на востоке финансовые и индустриальные потоки сосредоточены вокруг Белфаста, а западные районы являются сельскохозяйственными.

## История
Согласно исследованиям, именно в долину реки Банн пришли первые поселенцы Ирландии после отступления ледников. Река сыграла важнейшую роль в индустриализации Северной Ирландии, особенно в льняной промышленности. В настоящее время основным видом деятельности на реке является ловля лосося и угря.

## Верхний Банн

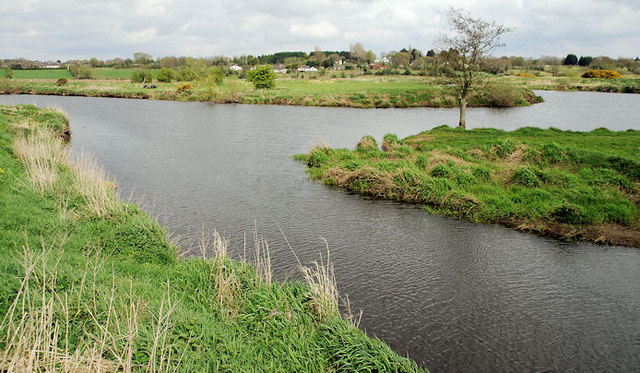
Место слияния канала Ньюри (на заднем плане) и Верхнего Банна

Река Верхний Банн берёт начало у горы Слив Мук гряды Морн в графстве Даун, впадает в водохранилище Спельга, протекает мимо нескольких городов и через 64 км впадает в озеро Лох-Ней у деревни Банфут, графство Арма. Этот участок реки — одно из самых популярных мест для пресноводной рыбной ловли в Европе. Возле города Портадаун Банн сливается с рекой Кушер (Уайткоат-Пойнт) и впадает в заброшенный канал Ньюри, соединенный с Ирландским морем.
Хотя официально навигация Верхнего Банна прекратилась в 1954 году, река вполне судоходна от Уайткоат-Пойнт до озера Лох-Ней. Устье со стороны озера довольно мелководное, навигационные знаки отсутствуют. По реке курсирует паром. Можно посетить прибрежные поселения Коламбкилл (на западном берегу) и Банфут (на восточном берегу). Деревня Банфут изначально называлась Чарльзтаун по имени Чарльза Браунлоу, который основал её около 1830 года. Через 10 км от устья реку пересекает шоссе М1. Это самый низкий мост (3 м над уровнем воды) на навигационном участке реки, а из-за сильных северных ветров просвет становится ещё меньше.
От моста до города Портадаун (5 км) река протекает по живописным местам. Возле города река мелководна. Её пересекает железнодорожный мост и два автомобильных (шоссе А3 и А27). В 1,6 км от последнего моста происходит слияние с рекой Кушер и каналом Ньюри, после этого река снова судоходна.

## Нижний Банн
Река Нижний Банн берёт начало из озера Лох-Ней возле деревни Тум и впадает в Атлантический океан возле города Портстьюарт. Длина реки 64 км, на ней развита навигация: пристани расположены в поселениях Тум, Портна, Мованагер, Камроу и Каслроу. На реке очень популярны водные виды спорта, рыбная ловля, много водного транспорта. Река служит границей между графствами Антрим и Лондондерри. Единственный коммерческий порт расположен в городе Колрейн. Сюда прибывают грузовые суда из портов Лондондерри и Белфаста с углём и металлоломом.
Уровень воды Нижнего Банна регулируется дамбами в районе Портна.
|  |  |

|  |  |

|  |  |

|  |  |

|  |  |

|  |  |

|  |  |

|  |  |

|  |  |

|  |  |

|  |  |

|  |  |

|  |  |

|  |  |

|  |  |

|  |  |

|  |  |

|  |  |

|  |  |

|  |  |

|  |  |

|  |  |

|  |  |

|  |  |  |  |

|  |  |  |  |

|  |  |  |  |

|  |  |  |  |

|  |  |

|  |  |

|  |  |

|  |  |

|  |  |

|  |  |  |  |

|  |  |  |  |

|  |  |  |  |

## История
Река Нижний Банн является единственным стоком озера Лох-Ней, крупнейшего пресноводного водоёма Британских островов, которое питают шесть крупных рек, включая Верхний Банн. Накопительная способность озера не безгранична, поэтому у озера топкие берега. В районе Портна русло реки перегорожено скалистой отмелью, поэтому эффективность стока снижается. В 1738 году епископ Фрэнсис Хатчинсон (1660—1739) подал прошение в ирландский парламент, чтобы изыскали возможность убрать отмели, так как от ежегодного затопления берегов озера страдают местные жители. Несмотря на то, что Парламент одобрил прошение, фактические работы не проводились, и всё осталось без изменений.
В 1822 году шотландский инженер Александр Ниммо (1783—1832) предложил радикальное решение. Он предложил понизить уровень воды в реке так, чтобы он оказался ниже уровня воды в озере Лох-Ней, и устранить все преграды, чтобы образовался ещё один естественный сток в море. Это не только решило бы проблему затопления, но и улучшило бы водоснабжение канала, избавило от необходимости содержать шлюзы, а также обеспечило бы выработку 2200 кВт/ч, так как воде пришлось бы падать с высоты 13,7 м. План оказался чересчур амбициозным и не нашёл поддержки.
В 1842 году Парламент уполномочил строительную инспекцию начать работы по улучшению навигации и водостока в бассейне озера Лох-Ней. Было проведено несколько встреч с местными жителями и проведены исследования в районе Нижнего Банна. Исследования возглавил инженер строительной инспекции Джон МакМахон. По его смете, проведение работ на участке реки от озера Лох-Ней до моря обошлось бы в £183,775, причём работы по улучшению навигации составляли менее половины от этой суммы, остальное ушло бы на водосток. Снос отмели возле Портна позволил бы снизить уровень воды в озере на 1,8 м. Смета была одобрена, и в 1847 году работы начались.
Главным инженером был назначен Чарльз Оттли, однако он столкнулся с недостатком рабочей силы. Количество безработных уменьшилось в результате голода и эмиграции, а оставшихся разбирали железнодорожные службы. Реализация проекта заняла одиннадцать лет. Возле Портна на месте отмели выстроили двухкамерный шлюз, а ещё четыре были предназначены для преодоления разницы уровней воды. Были возведены причалы и разводные мосты, а также проведён ряд работ на озере Лох-Ней, связанных с понижением в нём уровня воды. Шлюзы в каналах Лаган, Коалислэнд и Ульстер потребовали доработки в части снижения уровней слива и увеличения площади ворот. Также потребовалось расширить и углубить реку Блэкуотер. Смета была превышена на £50,000, и правительство было вынуждено погасить недостачу. Река Банн стала судоходной на участках между Уайткоат-Пойнт и озером Лох-Ней, затем до устья реки Блэкуотер и ещё 17 км ниже по её течению до деревни Блэкуотерстаун.
Результат не вполне устроил графства, через которые протекала река. По первоначальному замыслу, доход от грузоперевозок и гидроэнергии Нижнего Банна должен был финансировать предприятия Верхнего Банна. Вместо этого было учреждено три Фонда: Фонд навигации Верхнего Банна, Фонд навигации Нижнего Банна и Фонд бассейна озера Лох-Ней. Графства выделили для каждого из Фондов своего представителя и в дальнейшем финансировали их деятельность. Южным графствам пришлось оплатить часть уже выполненных работ по осушению и навигации, а также ежегодно выделять по £800 на текущие расходы при полном отсутствии прибыли. Колрейн развился как портовый город, однако Нижний Банн не приносил ожидаемых доходов, поэтому графствам приходилось компенсировать ежегодный дефицит в £400. В 1863 году были налажены пассажирские перевозки между Колрейном и Тумбриджем, но быстрое течение затрудняло движение вверх по реке, и вскоре от перевозок отказались. В целом, как и многие подобные проекты, попытка совместить результат работ по осушению водоёмов и улучшению навигации оказалась неудачной.
Проблема с наводнениями на южных берегах озера Лох-Ней осталась нерешённой. В 1882 году власти города Портадаун предложили возобновить проект Александра Ниммо. Было предложено углубить Верхний Банн в устье озера Лох-Ней настолько, чтобы спровоцировать ход течения вспять, вследствие чего уменьшилось бы количество воды, попадающей в озеро. Предложение приняли ничуть не лучше, чем в первый раз. В 1887 году в строительную инспекцию было подано прошение прекратить навигацию, чтобы получить прибыль от ликвидации последствий наводнений. Три Фонда, очевидно, были нерентабельны. Однако ничего предпринято не было. В 1906 году городские власти обратились за советом к сэру Александру Бинни (1839—1917), Президенту Общества гражданских инженеров, и тот пришёл к тому же мнению: река со скоростью течения от 188 до 376 м³/с не может приносить прибыли от навигации. Однако и его резолюция осталась без внимания, так как навигация была налажена относительно недавно. Графства продолжали компенсировать ежегодный дефицит.
Проект 1925 года гидроэлектростанции на Нижнем Банне тоже не был реализован. Четыре года спустя Фонд бассейна озера Лох-Ней и Фонд навигации Нижнего Банна распались, и за финансирование реки взялось Министерство финансов. Графства, финансировавшие Фонд навигации Верхнего Банна, просили распустить и его, но им было отказано. Министерство спонсировало ремонт нескольких плотин и перевозку песка со дна озера Лох-Ней на кирпичные заводы. Наконец, в 1954 году, ответственность за Верхний Банн взяло на себя Министерство Торговли, последний Фонд тоже был распущен, и навигацию закрыли. Нижний Банн теперь открыт только для прогулочных яхт, и на реке имеется 4 марины: две в Колрейне, одна в Друмахеглисе и одна в Портгленоне.